# Izba Deputowanych (Berlin)
Izba Deputowanych (niem.: Abgeordnetenhaus von Berlin) – jednoizbowy parlament miasta i jednocześnie kraju związkowego Berlina, wybierany w wyborach powszechnych co 5 lat. Jego siedziba mieści się w gmachu przy Niederkirchnerstraße w dzielnicy Mitte, w którym dawniej znajdował się Landtag Prus. Poprzednio do 1993 roku Izba Deputowanych mieściła się w ratuszu Schöneberg. Obecnie funkcję prezydenta Izby Deputowanych pełni Cornelia Seibeld (CDU).

## Historia
Izba Deputowanych została powołana do życia na mocy nowej konstytucji Berlina Zachodniego z 1951 roku. Zastąpiła ona działające od 1808 roku, to jest reform Steina i Hardenberga Zgromadzenie Radnych Miejskich (Stadtverordnetenversammlung), które zostało przywrócone przez aliantów w 1946 roku.
W latach 1951–1990 Izba Deputowanych była parlamentem o ograniczonych kompetencjach, co wynikało z kontroli nałożonej na nią przez Sojuszniczą Radę Kontroli. Miała ona prawo wpływać na wszystkie procesy legislacyjne, wybory, w tym także burmistrzów i członków Senatu (rządu), którzy musieli uzyskać jej akceptację.
Po zjednoczeniu Niemiec w 1990 roku Izba Deputowanych stała się całkowicie niezależnym organem władzy ustawodawczej na terenie całego Berlina.

## Wybory
Parlament Berlina wybierany jest co pięć lat w wyborach powszechnych, tajnych, bezpośrednich z zastosowaniem ordynacji proporcjonalnej. Składa się on co najmniej ze 130 deputowanych, z czego 60% jest wybieranych bezpośrednio w okręgach wyborczych na jakie podzielone są poszczególne okręgi administracyjne i dzielnice miasta. Pozostałych 40% deputowanych wyborcy wybierają oddając swoje głosy na krajowe i okręgowe listy partyjne. Jeżeli dane ugrupowanie polityczne zdobędzie więcej głosów niż przewidziano mandatów do podziału, wtedy liczba miejsc w parlamencie wzrasta o tych posłów. Przy podziale mandatów obowiązuje 5% próg wyborczy.
W wyniku wyborów do izby Deputowanych Berlina 12 lutego 2023 roku mandaty deputowanych otrzymały następujące ugrupowania:
- Unia Chrześcijańsko-Demokratyczna (CDU) – 52 deputowanych,
- Socjaldemokratyczna Partia Niemiec (SPD) – 34 deputowanych,
- Sojusz 90/Zieloni (Zieloni) – 34 deputowanych,
- Die Linke (Linke) – 21 deputowanych,
- Alternatywa dla Niemiec (AfD) – 17 deputowanych,
- Sojusz Sahry Wagenknecht (BSW) – 1 deputowany.

## Funkcje
Izba Deputowanych Berlina pełni rolę władzy ustawodawczej na terenie Berlina. Jej najważniejszym zadaniem jest stanowienie prawa, w tym budżetu na kolejne lata. Ponadto parlament wybiera Burmistrza Rządzącego (Regierender Bürgermeister) oraz sprawuje kontrolę nad kierowanym przez niego rządem – Senatem (Senat von Berlin).

## Władze

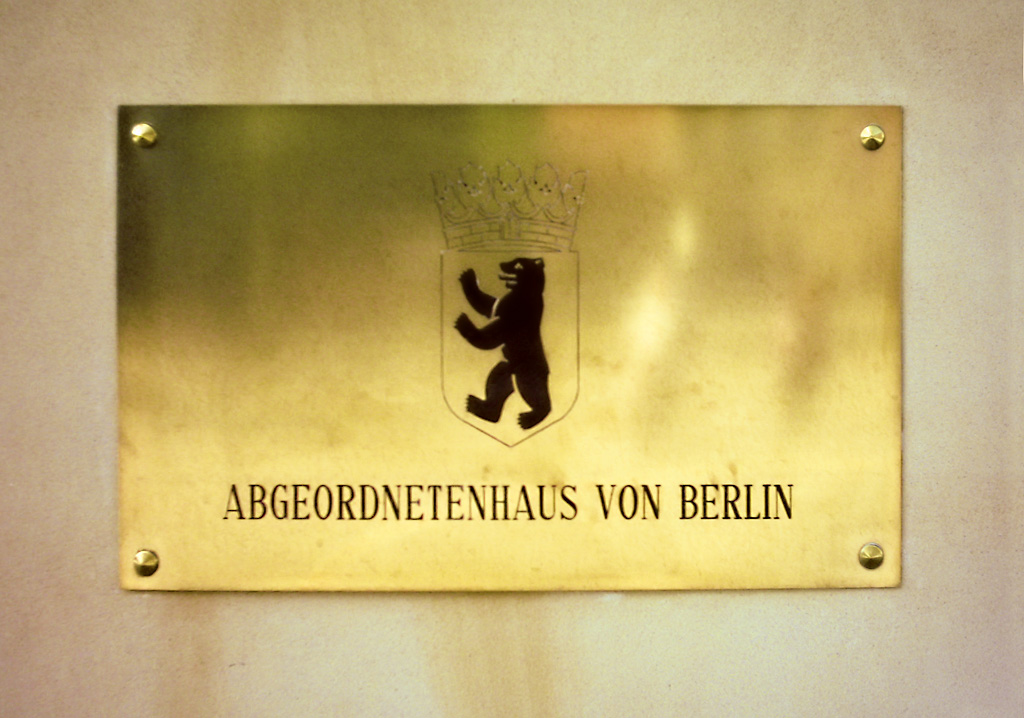
Tablica po prawej stronie od wejścia głównego informująca o obecnym przeznaczeniu budynku Izby Deputowanych

Władzę w Izbie Deputowanych sprawuje Prezydium, w skład którego wchodzi jego Prezydent jako przewodniczący, dwaj Wiceprezydenci oraz dwunastu członków nominowanych przez najsilniejsze frakcje parlamentarne. Obecnie funkcję tę sprawują:
- Prezydent: Cornelia Seibeld (CDU)
  - Wiceprezydent: Bahar Haghanipour(inne języki) (Zieloni)
  - Wiceprezydent: Dennis Buchner (SPD)
    - Członek: Adrian Grasse(inne języki) (CDU)
    - Członek: Robbin Juhnke(inne języki) (CDU)
    - Członek: Sandra Khalatbari(inne języki) (CDU)
    - Członek: Stephan Lenz(inne języki) (CDU)
    - Członek: Lilia Usik(inne języki) (CDU)
    - Członek: Derya Çağlar(inne języki) (SPD)
    - Członek: Lars Düsterhöft(inne języki) (SPD)
    - Członek: Melanie Kühnemann-Grunow(inne języki) (SPD)
    - Członek: Marianne Burkert-Eulitz(inne języki) (Zieloni)
    - Członek: Ario Ebrahimpour Mirzaie(inne języki) (Zieloni)
    - Członek: Tonka Wojahn(inne języki) (Zieloni)
    - Członek: Ferat Koçak(inne języki) (Linke)
    - Członek: Katina Schubert (Linke)

## Prezydenci Izby Deputowanych

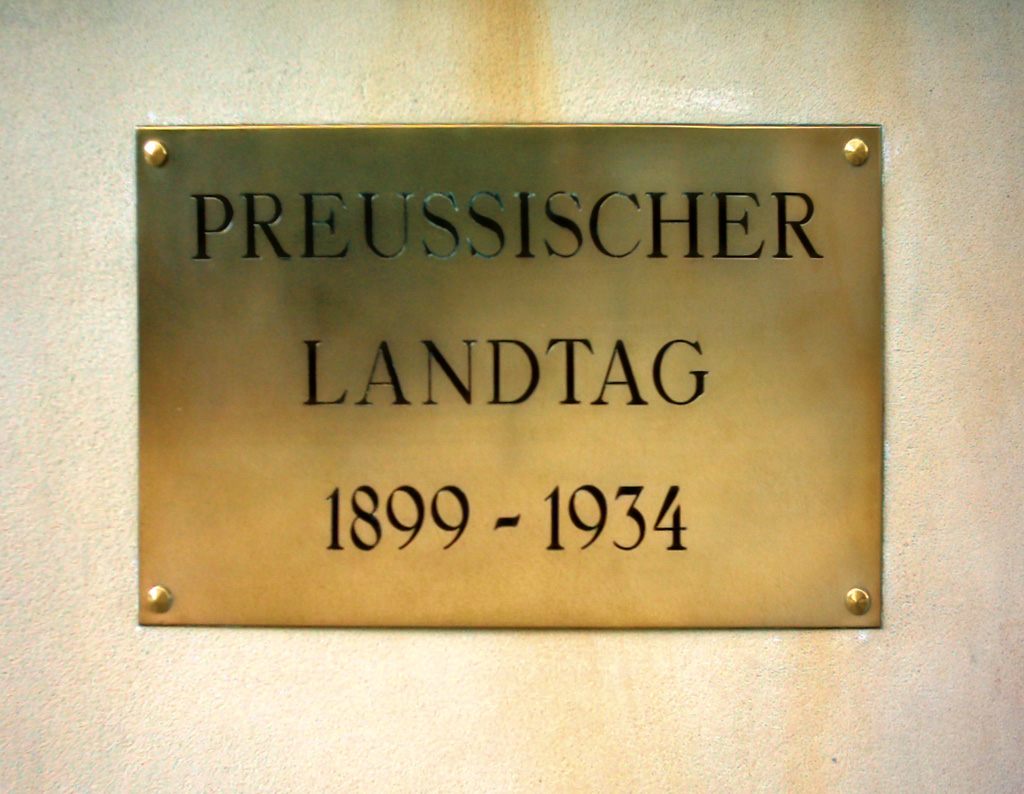
Tablica po lewej stronie od wejścia głównego informująca o mieszczącym się w tym miejscu w latach 1899–1934 Lantagu Prus

| Lp. | Lata rządów                            | Imię i nazwisko      | Zdjęcie | Partia |
| --- | -------------------------------------- | -------------------- | ------- | ------ |
| 1.  | 11 stycznia 1951 – 11 stycznia 1955    | Otto Suhr            |         | SPD    |
| 2.  | 11 stycznia 1955 – 2 października 1957 | Willy Brandt         |         | SPD    |
| 3.  | 19 października 1957 – 4 marca 1958    | Kurt Landsberg       |         | SPD    |
| 4.  | 20 marca 1958 – 17 września 1961       | Willy Henneberg      |         | SPD    |
| 5.  | 29 września 1961 – 6 kwietnia 1967     | Otto Friedrich Bach  |         | SPD    |
| 6.  | 6 kwietnia 1967 – 24 kwietnia 1975     | Walter Sickert       |         | SPD    |
| 7.  | 24 kwietnia 1975 – 10 grudnia 1980     | Peter Lorenz         |         | CDU    |
| 8.  | 10 grudnia 1980 – 11 czerwca 1981      | Heinrich Lummer      |         | CDU    |
| 9.  | 11 czerwca 1981 – 2 marca 1989         | Peter Rebsch         |         | CDU    |
| 10. | 2 marca 1989 – 11 stycznia 1991        | Jürgen Wohlrabe      |         | CDU    |
| 11. | 11 stycznia 1991 – 30 listopada 1995   | Hanna-Renate Laurien |         | CDU    |
| 12. | 30 listopada 1995 – 18 listopada 1999  | Herwig Haase         |         | CDU    |
| 13. | 18 listopada 1999 – 29 listopada 2001  | Reinhard Führer      |         | CDU    |
| 14. | 29 listopada 2001 – 27 listopada 2011  | Walter Momper        |         | SPD    |
| 15. | 27 listopada 2011 – 4 listopada 2021   | Ralf Wieland         |         | SPD    |
| 16. | 4 listopada 2021 – 16 marca 2023       | Dennis Buchner       |         | SPD    |
| 17. | 16 marca 2023 – obecnie                | Cornelia Seibeld     |         | CDU    |